# Роберт Еспесет
Роберт Еспесет (англ. Robert Espeseth, 25 жовтня 1953) — американський академічний веслувальник.
Бронзовий призер Олімпійських Ігор 1984 року в складі розпашної двійки зі стерновим, учасник 1988 року.